# Oxxxymiron
Oxxxymiron, občanským jménem Miron Janovič Fjodorov (rusky: Мирон Янович Фёдоров; * 31. ledna 1985, Leningrad) je ruský rapper a hip-hopový umělec. Je spoluzakladatelem nahrávací společnosti Vagabund.

## Život
Narodil se do rodiny ruských Židů. Když mu bylo devět let, rodina se přestěhovala do německého Essenu. Ve 13 letech začal psát texty a rapovat v němčině a ruštině pod jménem MC Mif (zkratka z Miron Fjodorov). V jeho 15 letech se rodina opět stěhovala, a to do anglického města Slough.
V roce 2004 začal studovat na Oxfordské univerzitě. Během studia byl prezidentem ruské komunity v Oxfordu. V roce 2006 mu byla diagnostikována bipolární afektivní porucha a studium musel přerušit. Po pauze se k němu však vrátil. V červnu 2008 studium středoanglické literatury úspěšně dokončil.
Po studiích se přestěhoval do londýnské čtvrti East End, kde se pod jménem Oxxxymiron vrátil ke své hudební kariéře. V roce 2011 vydal album The Eternal Jew (Věčný Žid).
Po ruské invazi na Ukrajinu v roce 2022 zrušil šest vyprodaných show v Moskvě a Petrohradě. „Nemůžu vás bavit, když na Ukrajinu padají ruské střely,“ uvedl. Kriticky se k invazi na ruské umělecké scéně postavili také např. zpěváci Valerij Meladze a Jurij Ševčuk nebo moderátor Ivan Urgant.